# Aula della Curia Vescovile
L'Aula della Curia Vescovile è l'ingresso al palazzo Episcopale e si trova a fianco della Cappella Colleoni e della basilica di Santa Maria Maggiore di Bergamo.

## Storia
La grande aula della curia di Bergamo è documentata come camera nova alta episcopatus già dal 1225.
Fu edificata unitamente all'ampliamento della attigua chiesa dedicata a santa Maria. La bifora sulla parete a est e l'apertura presente nella basilica mariana poi coperta da un arazzo, erano i passaggi di collegamento tra i due locali, e avevano anche il compito di illuminare la parte terminale della chiesa dove era posto il battistero.
L'aula originariamente si presentava imponente con un'altezza m. 9,40, questo spiegherebbe il termine alta con la quale veniva citata. La presenza di ganci sospesi farebbe presupporre che le pareti erano adornate da finti ornamenti, o da un velario completamente dipinto. In seguito venne posizionata una pavimentazione che divideva in altezza l'aula in due sezioni. Nella sezione inferiore, poi adibita a deposito, era il luogo dove si svolgevano le udienze private. L'originaria altezza dell'aula e la posizione tanto alta degli affreschi attuali, indicherebbero, secondo la studiosa Francesca Buonincontri, la loro realizzazione successiva alla divisione in due sezioni, altrimenti sarebbero stati di difficile visione prima della nuova pavimentazione.
Il palazzo vescovile subì un grave danneggiamento causato dagli scontri tra le famiglie Suardi e Colleoni di fazioni diverse. Probabilmente la divisione dell'aula con la realizzazione di un piano intermedio e gli affreschi furono realizzati durante i lavori di restauro commissionati dal vescovo Giovanni da Scanzo alla fine del XIII secolo.

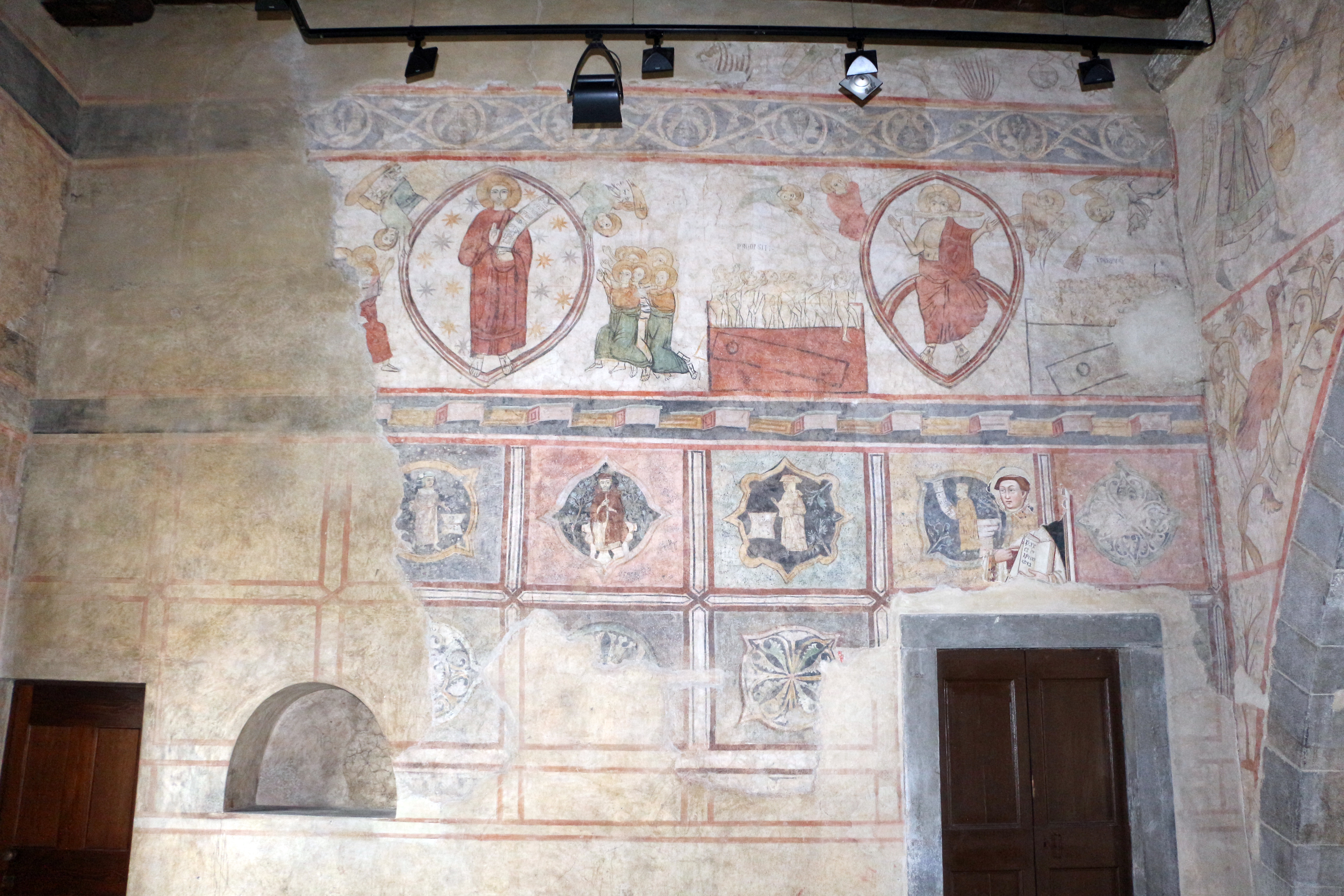
Aula picta della curia vescovile

## Descrizione

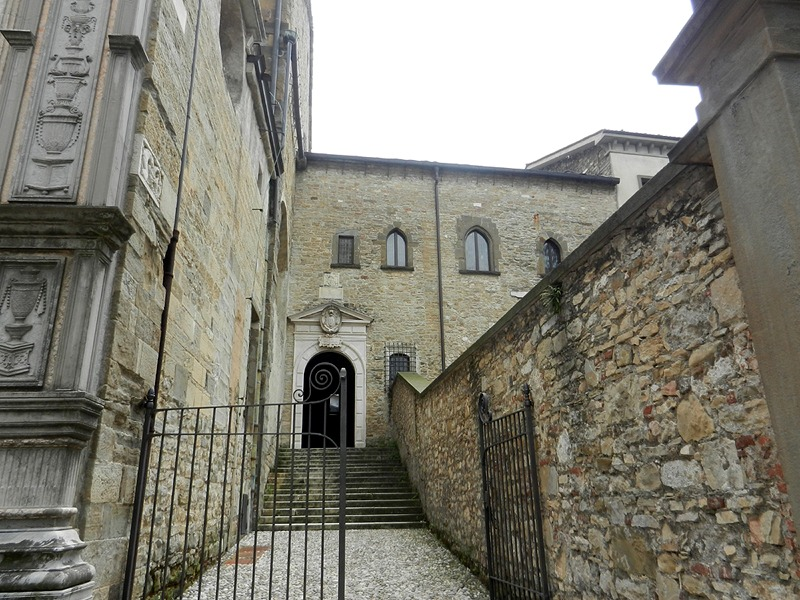
Ingresso da piazza Duomo del palazzo Vescovile

L'aula divisa in due sezioni da un arco a tutto sesto, è completamente affrescata da autori ignoti con datazioni che vanno dal XII al XIV secolo, tra questi viene identificato uno conosciuto come Maestro dell'Aula della Curia.
L'ingresso all'episcopio si trova sul lato ovest della Cappella Colleoni chiuso da una cancellata. Il portale a tutto sesto è dei primi anni del Seicento, e ospita una targa sopra la serraglia dell'arco Curia Episcopali con la data del 1623 mentre una ulteriore è posta all'interno con la datazione del 1627. Non si conosce il progettista se non che potrebbe essere un artista milanese.

Una scalinata conduce direttamente nella grande aula che è divisa da una grande arcata in pietra che fungeva da collegamento con la chiesa accanto.

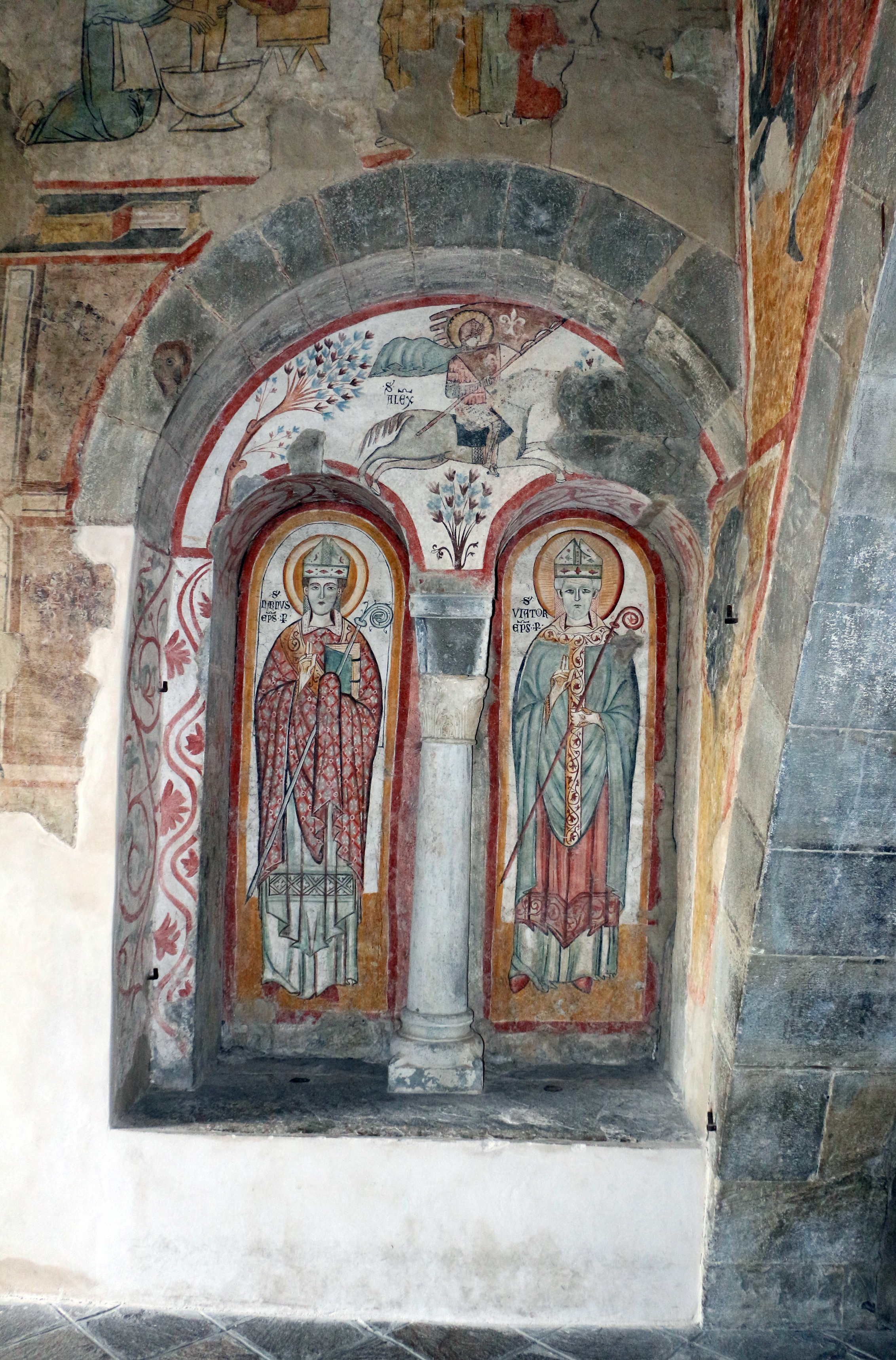
San Narno, san Viatore e sant'Alessandro di Bergamo

Nel primo atrio vi è a destra l'ingresso al Palatium Episcopi preceduto dalla grande statua bronzea di papa Giovanni XXIII, in alto, vi è la raffigurazione del vescovo orante identificata nel committente Giovanni Bucelli o di Scanzo, dipinto realizzato tra la fine del XIII secolo e gli inizi del XVI, anche se il cartiglio che indica il personaggio quale joannes non è più completamente leggibile. Accanto vi è la rappresentazione di un soldato a indicare che la curia aveva un presidio armato. Sul lato sinistro la bifora, probabilmente chiusa durante la ristrutturazione, riporta le effigi dei santi bergamaschi: San Narno vescovo, San Viatore vescovo e Sant'Alessandro a cavallo. Accanto il grande affresco raffigurante l'Ultima cena e la Lavanda dei piedi.
Sull'arcata di fronte all'ingresso vi è l'affresco dell'Annunciazione; tra l'angelo e Maria vi sono raffigurati tre pavoni simboli di eternità e resurrezione, ed è anche introduttivo al racconto della vita Gesù.
Nella seconda sezione sulla parete a ovest vi è la raffigurazione di Cristo in un cielo stellato, a fianco Cristo giudice con in bocca una spada a doppio taglio. Due uomini  dipinti sulla parte inferiore non sono ecclesiastici, ma potrebbero rappresentare due uomini di legge. Sull'arco vi è la rappresentazione del Giudizio Universale: due angeli suonano le trombe risvegliando i morti che uscendo dagli avelli dei beati e dei dannati sono però uniti nella resurrezione. Sotto l'arcata si intravede l'immagine dell'arcangelo Michele mentre pesa le anime e sconfigge i demoni con la spada. L'angolo corrispondente raffigura la dea della fortuna raffigurata con la ruota indicando la sua caratteristica precarietà. Si è considerato che l'aula fosse destinata a essere una sala del tribunale: il vescovo probabilmente sedeva tra le due raffigurazioni di Cristo, alla sua destra eventuali accusatori e di sotto dell'arco, in corrispondenza alle anime degli inferi, gli imputati.
Il fregio ornamentale raffigura animali mostruosi, ricordando agli uomini le paure a volte insormontabili che accompagnano la vita, dalle quali serve difendersi con la fede.